# Elektronische Sicherung
Die elektronische Sicherung ist eine Schutzvorrichtung, die einen Stromkreis bei Kurzschluss oder Überlastung selbsttätig abschaltet und eine Form von Überstromschutzeinrichtung darstellt.
Gegenüber klassischen Leitungsschutzschaltern bietet der elektronische Überstromschutz den Vorteil, dass er sehr schnell und auch schon bei geringem Überstrom auslöst. So kann auch bei langen Leitungen und geringen Leitungsquerschnitten ein zuverlässiges Abschalten sichergestellt werden.
 

Da als Schalter wirkende elektronische Bauelemente wie Transistoren nur in einer Stromrichtung betrieben werden können, werden sie hauptsächlich für Gleichstrom eingesetzt. Für Wechselstrom müssen zwei für beide Richtungen wirkende Schaltelemente verwendet werden. 

## Aufbau

Schaltplan einer elektronischen Sicherung

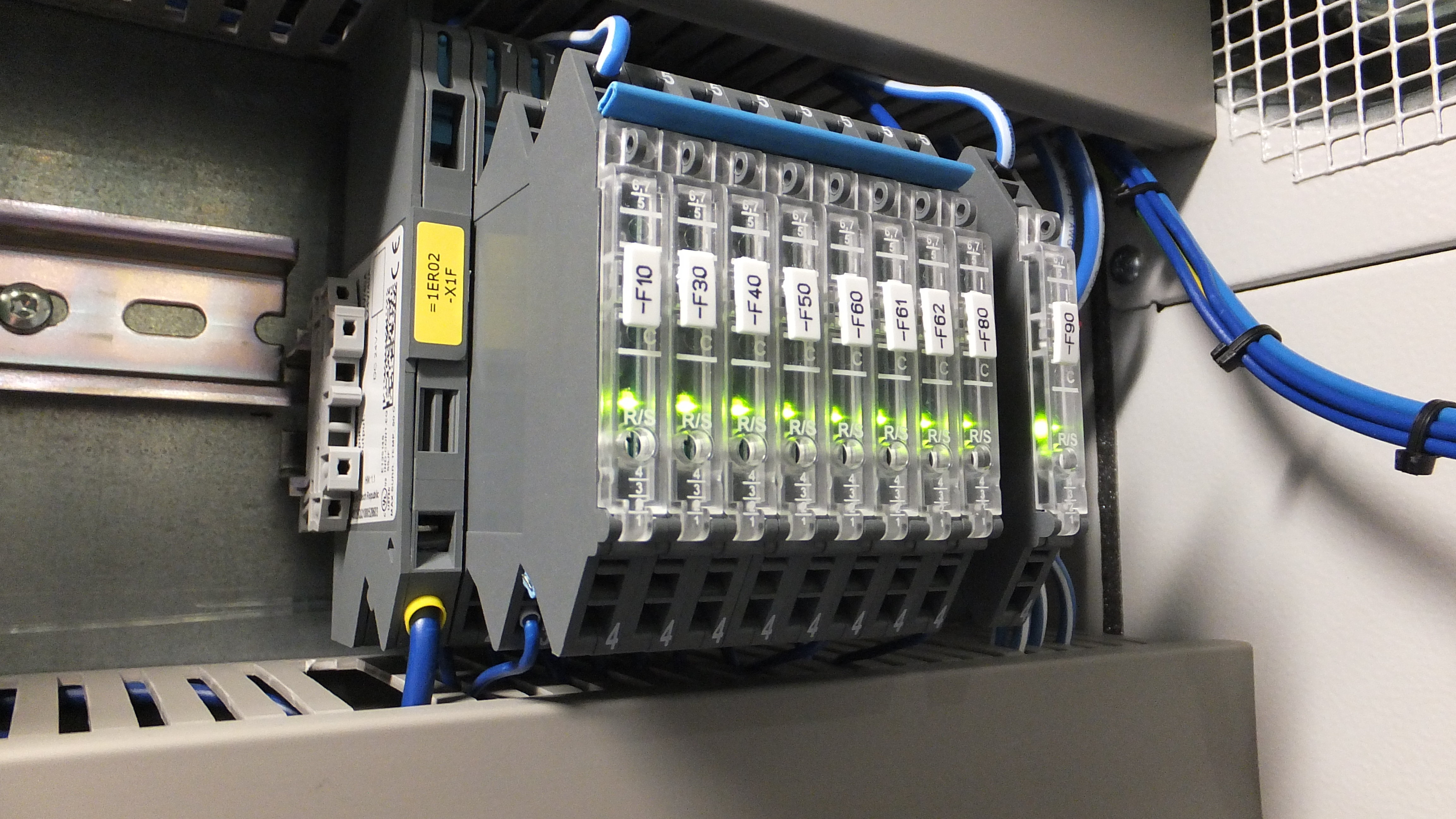
Elektronischer Sicherungsblock in einem Schaltschrank

Es gibt verschiedene Möglichkeiten eine elektronische Sicherung zu realisieren. Je nach Einsatzzweck werden verschiedene Schaltungstypen eingesetzt (vgl. Beispielbild). Die Sicherung wird mit den Anschlüssen Uin an das höhere Versorgungspotenzial und mit Uout an das abzusichernde Gerät angeschlossen. 
Im Grundzustand kann der Strom für den Verbraucher über die Transistoren V2 und V4 fließen. Da die Basis-Emitter-Spannungen dieser beiden Transistoren in die entgegengesetzte Richtung wirken, tritt auf ihnen nur eine kleine Verlustspannung auf. Dennoch benötigt man Leistungstransistoren, um das Endgerät mit genügend Strom versorgen zu können.
Nach dem Auslösen kann die Schaltung mit S1 zurückgesetzt werden.

## Anwendung
Elektronische Sicherungen werden in Geräten eingesetzt, die sehr kompakt gebaut werden müssen, keine mechanischen Bauelemente aufweisen dürfen oder bei denen eine klassische Sicherung mit Hilfe von Schutzdioden oder einer anderen Schutzbeschaltung alleine nicht ausreicht, etwa in Netzteilen und Endstufen (Verstärker). Die elektronische Sicherung spricht zudem wesentlich schneller an als etwa ein thermomagnetischer Leitungsschutzschalter oder eine superflinke Schmelzsicherung. 
In modernen Geräten werden fertige elektronische Sicherungen verbaut, welche über viele zusätzliche Schutzfunktionen verfügen. Diese vorgefertigten Bauteile werden jedoch nicht nur im Netzteil verbaut, sondern auch auf der jeweiligen Platine des eigentlichen Gerätes zusätzlich zum Schutzkondensator.
Bei elektronischen Sicherungen gibt es verschiedene Bauformen:
- Die Stand-Alone-Variante vereint alle Funktionen wie z. B. Energieeinspeisung oder Meldekontakte in einem Gerät.
- Bei der modularen Variante werden die verschiedenen Funktionen über separate Bauteile dargestellt. Die Modulare Variante mit Buskommunikation bietet zusätzlich die Möglichkeit, eine Buskommunikation in das System zu integrieren, um so die Steuerung und Programmierung zu vereinfachen.[2]

Häufig werden auch elektronisch angesteuerte Relais- bzw. Schutzkontakte als elektronische Sicherung bezeichnet. Idealerweise sind solche elektromechanischen Kontakte jedoch nur zusätzlich auszuführen, um eine vollständige Abschaltung bzw. eine galvanische Trennung zu gewährleisten.
Elektronische Sicherungen können auch in elektronischen Schaltern integriert sein.